# Federico Mejía
Federico Mejía (* 15. März 1861 in Guatemala; † 16. Juni 1937  in San Francisco) war ein salvadorianischer Politiker und Diplomat.

## Leben
Federico Mejía heiratete Sara Duke. 1892 wurde in San Salvador der Sohn J. Federico Mejía, am 4. Juni 1895 Julio Ernest Mejía und Paulita Mejía Duke geboren. In früher Jugend wurde Federico Kadett an der Militärakademie in San Salvador und studierte in der Folge in den Vereinigten Staaten. 1897 wurde er von der el-salvadorianischen Regierung zum Congresso Comercial Panamericano reunido en Filadelfia delegiert.
1899 und 1900 war er Sondergesandter der salvadorianischen Regierung von Tomás Regalado bei der Regierung Terencio Sierra in Tegucigalpa. Von 1904 bis 1905 war er Abgeordneter in der Legislativversammlung von El Salvador und saß dieser vor. Ab 6. März 1907 war er Ministre plénipotentiaire in Washington und gehörte zu den salvadorianischen Unterzeichnern der  Pactos Centroamericanos, welche in Washington verhandelt worden waren. 1910 vertrat er die Regierung von El Salvador bei der vierten Conferencia Internacional Americana in Buenos Aires sowie  in Santiago de Chile zur hundertjährigen Unabhängigkeit Chiles von Spanien und vertrat ab 1910 die Regierung von Fernando Figueroa im Consejo Directivo de la Unión Panamericana.